# Anna (Disney)
Anna di Arendelle, meglio nota semplicemente come Anna, è una delle protagoniste dei film d'animazione Frozen - Il regno di ghiaccio e Frozen II - Il segreto di Arendelle, prodotti da Walt Disney Animation Studios. Creata dai registi Chris Buck e Jennifer Lee, Anna è liberamente ispirata a Gerda, la protagonista della fiaba La regina delle nevi di Hans Christian Andersen.

## Biografia del personaggio

### Frozen - Il regno di ghiaccio(2013)
Anna è la figlia minore della famiglia reale di Arendelle. Sua sorella maggiore, Elsa, può controllare il ghiaccio e la neve, capacità che le due usano per divertirsi. Quando però quest'ultima colpisce accidentalmente Anna con la magia, facendole perdere i sensi, la bambina viene portata dai troll della montagna, che le cancellano i ricordi dei poteri di Elsa, avvertendo quest'ultima di non colpire mai nessuno al cuore, altrimenti ciò sarebbe fatale. Per evitare che l'incidente si ripeta, i genitori le separano e Anna, confusa dall'improvvisa perdita della sorella, cerca, senza successo, di riavvicinarsi a lei. Quando il re e la regina muoiono in mare, tenta ancora di trovare conforto in Elsa, che tuttavia continua a restare rinchiusa nella propria camera.
Tre anni dopo, Elsa si prepara ad essere incoronata regina di Arendelle. Anna, entusiasta che le porte del castello vengano riaperte dopo lungo tempo, si avventura in città, imbattendosi nel principe Hans delle Isole del Sud.  La coppia sviluppa velocemente un'attrazione reciproca e, al ricevimento, Anna chiede alla sorella la benedizione affinché possano sposarsi. Elsa rifiuta, criticandola per essersi fidanzata con qualcuno che conosce appena, e le sue parole provocano una lite che culmina nella manifestazione del suo potere glaciale. Davanti alle reazioni orripilate di Anna e degli ospiti, Elsa scappa, ma, presa dal panico, causa un inverno eterno sul regno. Anna, credendo sia colpa sua, decide di andare a cercarla, lasciando a Hans la custodia di Arendelle. Durante una sosta, la principessa incontra Kristoff, un commerciante di ghiaccio, la sua renna Sven e il pupazzo di neve Olaf, creato da Elsa durante la loro infanzia, che si uniscono a lei nell'avventura.
Raggiunto il castello che la sorella si è costruita, le due si reincontrano, ma Elsa, perso di nuovo il controllo sulla propria magia, la colpisce al cuore. Notando che sta diventando sempre più pallida, Kristoff porta Anna dai troll, dove la ragazza apprende che solo un atto di vero amore impedirà al suo cuore di finire completamente congelato. Kristoff, credendo che un bacio di Hans servirà allo scopo, la riporta ad Arendelle. Qui, però, il principe rifiuta la richiesta di Anna, rivelandole che il loro fidanzamento era solo un complotto per impadronirsi del trono, e la abbandona in una stanza fredda, in attesa che muoia. Olaf le fa capire che Kristoff è innamorato di lei e la aiuta a scappare per raggiungerlo. Intanto, Hans imprigiona Elsa, ma la regina, spaventata, fugge scatenando una potente tempesta di neve; quando, però, Hans le mente dicendole che la sorella è morta, il vento si ferma, permettendo ad Anna di scorgere sia Kristoff, sia Hans in procinto di colpire Elsa con la spada. Anna decide di salvare la sorella maggiore, fermando la lama con un braccio proprio nel momento in cui si trasforma in una statua di ghiaccio. Mentre Elsa piange la sua perdita, Anna si scongela, poiché la sua scelta di sacrificarsi è stato l'atto di vero amore necessario per salvarsi. Rendendosi conto che l'amore è la chiave per controllare i suoi poteri, Elsa libera Arendelle dall'inverno. Anna sconfigge il malvagio Hans, tirandogli un pugno, e inizia una relazione con Kristoff. Anche il legame tra le due sorelle si rinsalda, e le porte del castello vengono lasciate sempre aperte, per la felicità di Anna.

### C'era una volta(2011-2018)

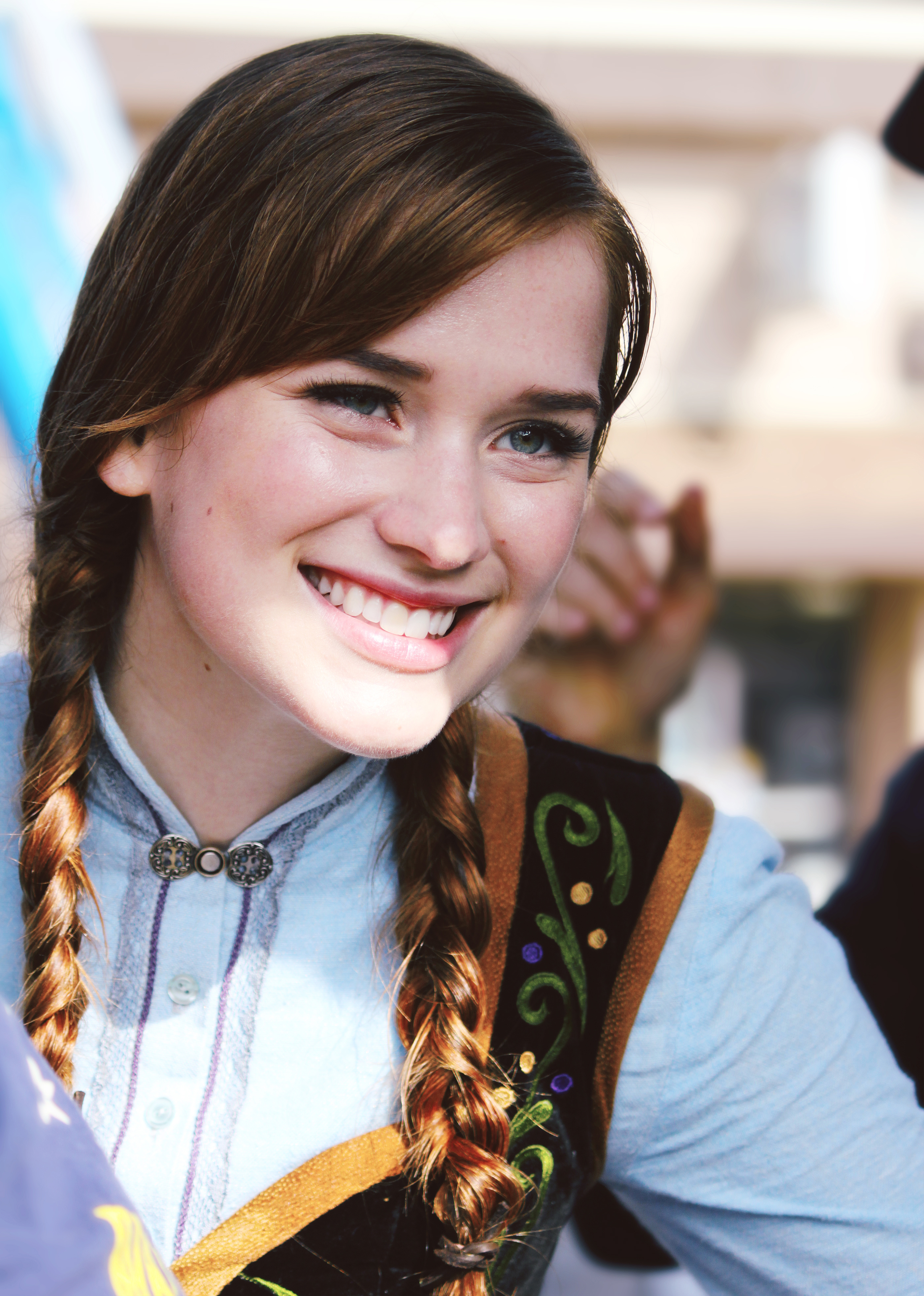
Elizabeth Lail, interprete di Anna nella serie TV C'era una volta, nel 2013

Anna appare nella quarta stagione della serie televisiva statunitense C'era una volta, in un mini-arco crossover fra la serie televisiva della ABC (rete di proprietà della Disney) e il suo film, che ricopre la prima parte della stagione. 
Nella serie TV Anna è interpretata da Elizabeth Lail, mentre nella versione italiana il personaggio viene nuovamente doppiato da Serena Rossi.
Le vicende della serie TV (ambientate alla vigilia del matrimonio fra Anna e Kristoff) approfondiscono le vicende successive al film ed il passato della madre di Anna ed Elsa, introducendo il personaggio di Ingrid, una delle due sorelle della ex-regina di Arendelle dotata degli stessi poteri di Elsa, e legata anche al passato della protagonista di C'era una volta: Emma Swan.

### Frozen Fever(2015)
Un anno dopo le vicende raccontate in Frozen - Il regno di ghiaccio, Elsa organizza la festa di compleanno di Anna, ma, a causa di un raffreddore, crea innumerevoli piccoli pupazzi di neve viventi che provocano vari guai e che vengono poi spediti al castello di ghiaccio a vivere con il gigante Marshmallow.

### Frozen - Le avventure di Olaf(2017)
In occasione dell'uscita nelle sale del film Pixar Coco, il 22 novembre 2017, verrà distribuita la featurette Olaf's Frozen Adventure, diretta da Kevin Deters e Stevie Wermers. Protagonista sarà il pupazzo Olaf, che cercherà di recuperare le migliori tradizioni natalizie per Anna, Elsa e Kristoff. Il corto in CGI presenterà sei nuove canzoni originali ad opera di Elyssa Samsel e Kate Anderson.

### Frozen II - Il segreto di Arendelle(2019)
In un flashback, re Agnarr di Arendelle racconta una storia ad Anna ed Elsa, secondo cui il nonno, il re Runeard, stabilì un trattato con la tribù di Northuldra costruendo una diga nella loro terra natale, la foresta incantata. Tuttavia, si verificò un combattimento, con conseguente morte di Runeard. Gli elementi di terra, fuoco, acqua e aria della foresta scomparirono e un muro di nebbia intrappolò tutti nella foresta incantata. Agnarr, il figlio di Runeard, riuscì a scappare a malapena grazie all'aiuto di un ignoto salvatore.
Tre anni dopo l'incoronazione di Elsa, Anna vive nel castello di Arendelle con sua sorella, il pupazzo di neve Olaf, Kristoff e la sua renna Sven. Una notte, dopo che Elsa sente un suono melodioso che la chiama, la segue e risveglia involontariamente gli elementi, che costringono tutti gli abitanti del regno a evacuare la città, Anna parte con Elsa, Olaf, Kristoff e Sven e si incamminano così nella Foresta Incantata per scoprire la verità sul passato del regno. Dopo che il muro di nebbia si separa al tocco di Elsa, l'elemento dell'aria, rappresentato da un mucchietto di foglie, si trasforma in un tornado, che spazza tutti nel suo vortice. Elsa lo ferma, formando una serie di sculture di ghiaccio. Le sorelle scoprono che le sculture sono immagini del passato del padre e che la madre, la regina Iduna, era una Northuldra che ha salvato Agnarr. Incontrano poco dopo gli abitanti della foresta e una truppa di soldati di Arendelle anch'essi rimasti intrappolati nella foresta. Arriva poi l'elemento del fuoco, una piccola salamandra agitata: Elsa riesce a calmarla. Le due sorelle organizzano una tregua tra i soldati e gli abitanti della foresta spiegando che la loro madre era Northuldra e il loro padre era di Arendelle. Il gruppo di amici in seguito apprende l'esistenza di un quinto elemento ancora ignoto.
Elsa continua a dirigersi a nord con Anna e Olaf, lasciando indietro Kristoff e Sven. I tre trovano sulla baia il relitto della nave dei genitori e in un cassetto trovano una mappa con la rotta per Ahtohallan, un fiume mitico di cui la madre aveva raccontato che conteneva tutte le spiegazioni sul passato. Elsa capisce che i genitori erano partiti per trovare spiegazioni sul suo dono, così decide di continuare da sola l'avventura mandando vian Anna e Olaf su una barchetta di zattera. Dopodiché i due si ritrovano in mezzo ai spiriti della roccia, rappresentati da dei giganti, capendo il pericolo che correvano Anna e Olaf si nascondono in una grotta, rimanendo bloccati.
Dopo un po' di tempo, Olaf inizia a perdere fiocchi di neve, facendo intuire che Elsa non sta bene, dopo il completo scioglimento del pupazzo di neve, tramite una scultura di ghiaccio, mandatogli da Elsa prima di congelarsi completamente, Anna apprende che la diga fu costruita come uno stratagemma per ridurre le risorse di Northuldra a causa dell'ostilità del nonno per la connessione della tribù con la natura, scoprendo anche che è stato lui stesso a iniziare il conflitto uccidendo il leader del Northuldra.
Anna conclude che la diga deve essere distrutta per ripristinare la pace. Perciò trova e risveglia i giganteschi elementi della terra rappresentati da giganti e li attira verso la diga. I giganti lanciano massi contro Anna che distrugge la diga, provocando un'inondazione lungo il fiordo nel regno. Elsa si scioglie e torna ad Arendelle, fermando l'onda che avrebbe distrutto il regno.
Mentre il muro di nebbia scompare, le due sorelle si riuniscono e tramite appunto la memoria dell'acqua Elsa riesce a ricreare Olaf. Kristoff propone ad Anna di sposarlo, e lei accetta. Elsa spiega che lei e Anna sono ora il ponte tra le persone e gli elementi della natura. Anna diventa la nuova regina di Arendelle mentre Elsa diventa la protettrice della foresta incantata, visitando comunque regolarmente Arendelle mentre la pace viene ripristinata.

## Concezione e sviluppo

### Origini e concezione

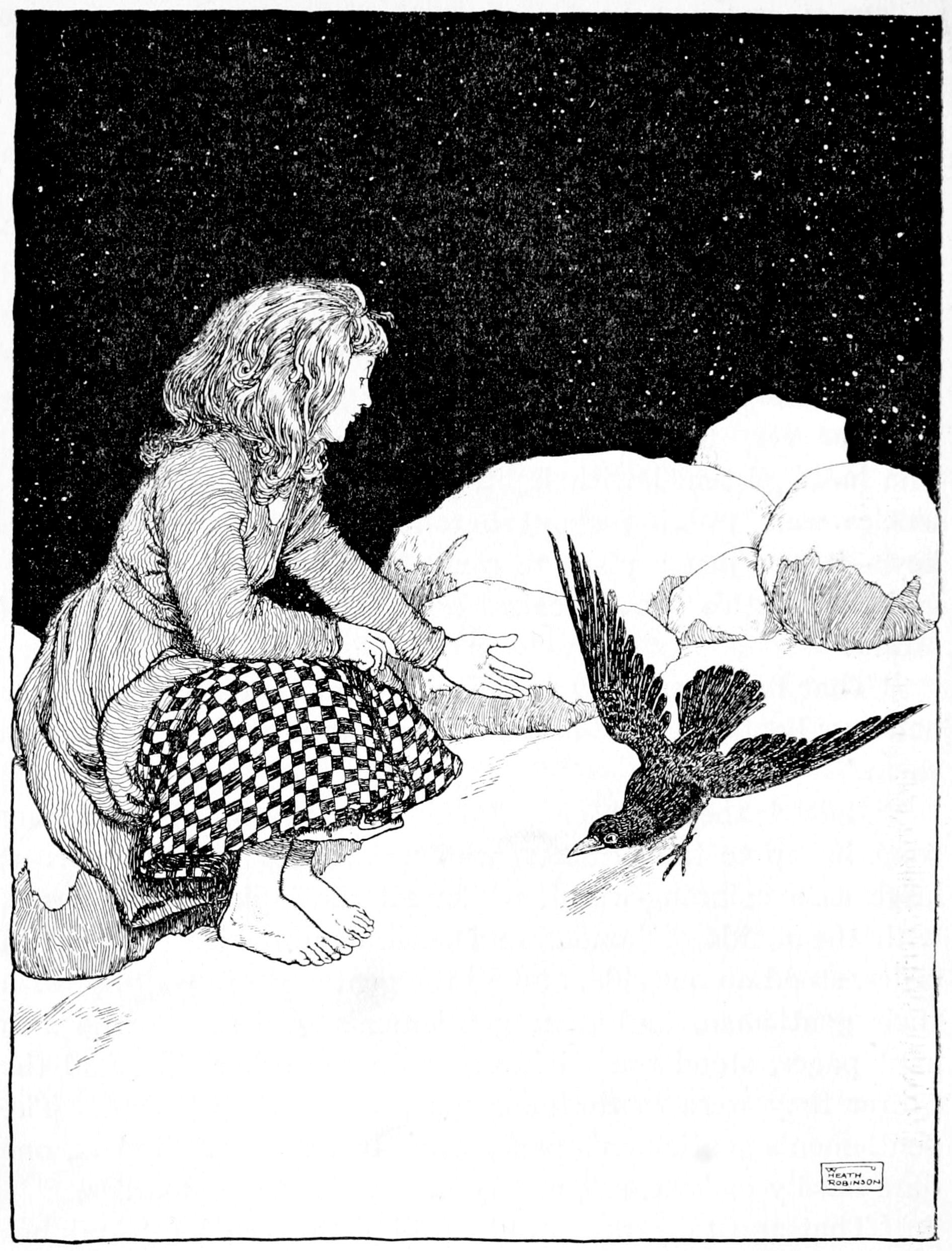
Un'illustrazione di Gerda, il personaggio su cui Anna è basata

I primi tentativi di Walt Disney di realizzare un film ispirato a La regina delle nevi risalgono al 1943. A causa sia delle difficoltà nel realizzare una versione credibile del personaggio del titolo, sia della mancanza di interazione tra la Regina delle Nevi e la protagonista Gerda, l'idea fu accantonata. Vari registi tentarono in seguito di riprendere in mano il progetto, tra cui Paul e Gaëtan Brizzi, Dick Zondag, Glen Keane e Dave Goetz.
Intorno al 2008, il regista Chris Buck iniziò a stendere una propria versione della fiaba, che sarebbe dovuta essere animata in 2D e intitolarsi Anna e la regina delle nevi: incontrò però gli stessi problemi dei suoi predecessori e il film venne nuovamente accantonato agli inizi del 2010. Dopo il successo di Rapunzel - L'intreccio della torre, la Disney annunciò l'uscita, nel 2013, di un film intitolato Frozen, e Buck si rimise al lavoro. I personaggi creati, tra cui Anna, non risultarono abbastanza approfonditi, ma il problema venne risolto quando un membro dello staff suggerì di rendere Elsa, la regina delle nevi, e Anna una coppia di sorelle. Questo modificò radicalmente la storia, che, da un conflitto tra il bene e il male, divenne un conflitto tra l'amore e la paura. Buck dichiarò che la sceneggiatura mantenne comunque alcuni punti base, come la somiglianza tra la Gerda della storia originale e Anna: "[Gerda] non rinuncia a trovare il suo amico Kai. L'unica cosa che ha davvero dentro di sé, poiché non è una supereroina né niente del genere, è l'amore. Ed è l'amore che alla fine sconfigge la paura."

### Voce

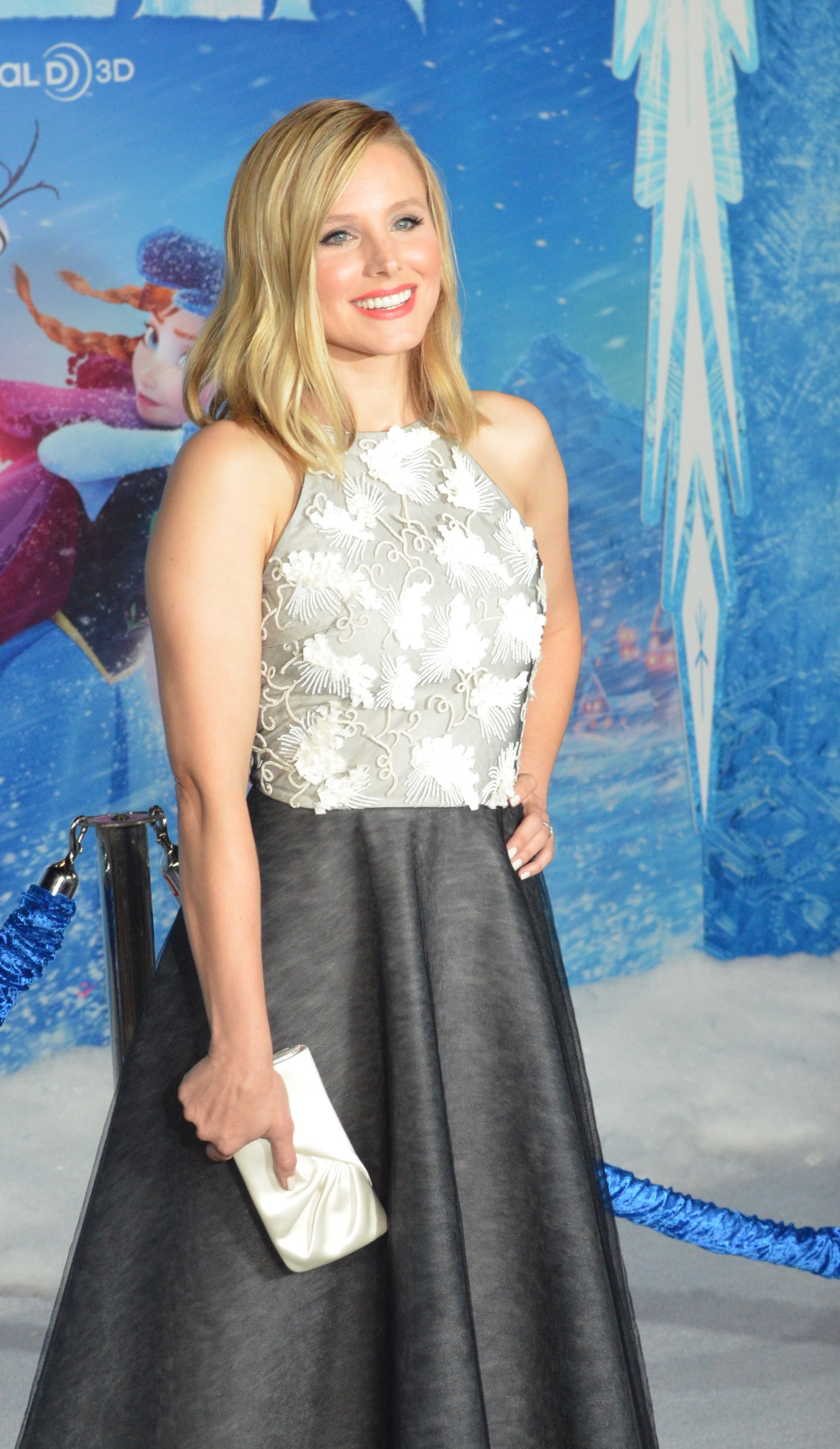
Kristen Bell doppia Anna in lingua originale.

Il 5 marzo 2012, l'attrice Kristen Bell entrò nel cast per doppiare Anna da adulta. Livvy Stubenrauch fu scelta per doppiarla da bambina, mentre Katie Lopez, figlia dei compositori del film, Kristen Anderson-Lopez e Robert Lopez, cantò la parte di Anna durante la canzone "Facciamo un pupazzo insieme?". Sempre nella stessa canzone, Agatha Lee Monn, figlia della regista Jennifer Lee, interpretò Anna adolescente. Lee spiegò queste scelte dicendo: "Volevamo usare i primi due versi della canzone per mostrare la personalità di Anna. E volevamo che fosse cantata da bambini con voci che suonassero reali, non necessariamente di Broadway."
Parlando di come si era sentita dopo aver ricevuto la parte, Bell confessò: "È da quando avevo quattro anni che sogno di essere in un film d'animazione Disney. È il primo obiettivo che abbia stabilito per la mia vita. Sembrava molto irrealizzabile." Lee dichiarò che la scelta fu influenzata da alcune tracce de La sirenetta registrate dall'attrice quando era giovane, e che, senza di esse, sarebbe stato difficile trovare la persona giusta per interpretare Anna. Sostenne, inoltre, che non avrebbero potuto fare una scelta migliore per il casting, e il co-regista Chris Buck si dichiarò d'accordo con lei.
Buck e Lee furono molto sorpresi scoprendo quanto fossero compatibili e commoventi insieme le voci della Bell e di Idina Menzel, che interpretava Elsa, e vollero che le due stessero nella stessa stanza durante le registrazioni delle scene più emotive del film.

### Design e caratterizzazione
Anna in particolare e il film in generale subirono numerosi cambiamenti, soprattutto quando l'eroina diventò la sorella minore della regina delle nevi. Descrivendo lo sviluppo del personaggio, la regista Jennifer Lee ammise: "Anche per Anna abbiamo lottato a lungo. Ci sono degli elementi che non le abbiamo conferito fino ad uno stadio avanzato della produzione, così abbiamo dovuto cambiare l'animazione per sostenerli". Bell descrisse generalmente il proprio personaggio dicendo "Non ha una buona postura, non è molto elegante, ma è una persona buona e incredibilmente determinata." Lee aggiunse: "Non ha superpoteri, ma Anna è una di quelle persone ordinarie che fanno cose straordinarie." Al contrario della sorella Elsa che rappresenta la paura, Anna rappresenta l'amore, è piena di ottimismo, con un cuore straordinario. Il regista Chris Buck dichiarò: "Il suo segreto è l'amore," mentre lo sceneggiatore Paul Briggs commentò che è "un personaggio desideroso di starti al fianco e sollevarsi per ciò che è giusto. Sua sorella è nata con una condizione che ha costruito un mondo a cui Anna non appartiene." Nelle immagini dei personaggi di Frozen pubblicate dalla Disney a luglio 2013, Anna e il suo ruolo nel film erano descritti nel modo seguente:
Fu Becky Bresee a supervisionare l'animazione di Anna, e dichiarò che il suo lavoro consistesse nel "rendere il personaggio più credibile". Per riuscirci, dovette recitare di persona più volte le scene tra Anna e Kristoff, enfatizzando in ciascuna dei gesti diversi. "Anna è un po' nervosa e a disagio, e dovevo trovare un modo per animare questo stato," spiegò Bresee.
Bell disse che all'inizio Anna era scritta in modo più piatto. "Nella prima bozza della sceneggiatura era, secondo me, più affettata. Era, diciamo, specifica e molto femminile," cosa che Bell non trovava attraente. Ammise che aveva sempre voluto essere in un film animato Disney, ma che voleva "essere un tipo molto specifico di principessa", "più stramba delle principesse normali", non qualcuno con una postura troppo buona o che parlasse troppo bene. Dopo che le venne offerto il ruolo, diede molti suggerimenti ai registi, che le permisero di modellare il personaggio come voleva, poiché desideravano che il film fosse veritiero. Bell cambiò molte cose di Anna, infondendole la propria personalità, impersonando un'eroina a cui relazionarsi, che ricevette il pieno sostegno dei registi. Definì la scena del primo incontro di Anna e Hans "un tipico momento Disney", poiché si avvicinano troppo fisicamente e scoprono di essersi innamorati. Bell voleva che le parole di Anna riflettessero quello che lei stessa avrebbe detto nella vita reale, compresi alcuni "balbettii senza senso". "Penso di aver detto: 'Questo è strambo. Tu non sei strambo. Io sono stramba. Tu sei bellissimo. Aspetta – che?'" Le parole sono uscite dalla sua bocca troppo velocemente e ha dovuto ritrattare," continuò Bell. Anche le scene di Anna che si sveglia con i capelli in bocca, sbuffa e inciampa riflettono la vita vera di Kristen Bell. Le sessioni di registrazione dell'attrice furono videoregistrate per aiutare gli animatori nel loro compito: questi, alla fine, infusero in Anna anche l'abitudine della Bell di mordersi il labbro.
Quando le venne chiesto quale fosse il fascino più grande di Anna, Bell disse che "il suo fascino è essere in bilico tra la sincerità e l'ottimismo. Anna è genuina, sincera e piena di ottimismo, e le persone eternamente ottimiste sono le più carismatiche, molto più attraenti di coloro che sono di cattivo umore." Disse inoltre che Anna le sembrava adorabile perché "il film inizia in una situazione in cui non ha amici, a causa dello stile di vita che non le ha permesso di avere l'intero regno. Corre in giro perché vuole degli amici." Bell definì inoltre la storia del film "un punto di svolta" per la Disney poiché l'amore rappresentato è fraterno e non romantico. Anna vuole il mondo e vuole esplorare, ma vuole anche prendersi cura delle relazioni intorno a lei, soprattutto quelle familiari.
Riguardo all'influenza della Bell su Anna, Buck dichiarò che la sua personalità era semplicemente divertente ed energica: "Avevamo un'idea per Anna, ma Kristen è arrivata e ha insistito e l'ha resa, credo, ancora più buffa e dolce, e più credibile come personaggio tridimensionale. Ammise anche di "essersi innamorato della voce e dello spirito della Bell". La regista Lee disse che le piaceva Kristen Bell poiché loro due si somigliavano nel pensare che le ragazze potessero essere buffe. Il duo di compositori Anderson Lopez e Lopez commentarono che avevano scritto molte canzoni per Anna, ma che più collaboravano con Kristen, più li influenzava, aiutandoli a capire come fosse davvero il personaggio.
I vestiti di Anna nel film furono influenzati dallo stile norvegese. Jennifer Lee creò un guardaroba allegro con stampe floreali e colori saturi per riflettere accuratamente la personalità di Anna. Gli animatori tennero conto anche del clima di Arendelle, vestendo il personaggio di lana pesante e velluti, riflettendo gli abiti scandinavi invernali tradizionali. Strutturarono i costumi in modo che fossero comodi per muoversi, con per esempio delle gonne plissettate, e aggiunsero il rosemåling, una forma decorativa norvegese, agli abiti di quasi tutti i personaggi.

## Accoglienza
Lo scrittore di Collider.com Matt Goldberg si riferì ad Anna come ad un personaggio "che può passare dalla dolcezza alla malinconia alla stramberia alla provocazione in un battito di ciglia". Emma Koonse del Christian Post descrisse lei ed Elsa come "i personaggi più adorabili e carismatici", mentre Tony Hicks del San Jose Mercury News scrisse che "la confusione di Anna e l'angoscia di Elsa mentre si estrania dal mondo - e da sua sorella - sono gradevoli." Deepanjana Pal del First Post commentò che Anna "è molto infantile e necessita di crescere, cosa che fa durante il film." The Wall Street Journal suggerì che il personaggio diventi più accattivamente perché "è esattamente lo spirito libero che sembra essere". Noah Lee del The Coast News fu impressionato dal duo di eroine Anna ed Elsa, e disse "non ho mai perso interesse nelle misure drastiche prese da Anna o nelle tribolazioni di Elsa". Travis Bean, recensore del Community Newspaper Group, sottolineò le lezioni che i bambini avrebbero potuto apprendere, scrivendo "i bambini posso tifare per Anna, affinché corra attraverso la foresta, rompa le mura ghiacciate di Elsa e provi che l'amore può sconfiggere ogni paura." Linda Barnard, critica cinematografica del Toronto Star, descrisse le sorelle come "personaggi femminili accattivanti", lodando soprattutto Anna per il suo carattere buffo e la volontà di ferro. Sabina Ibarra del Geek Exchange commentò che i registi avevano plasmato due ragazze molto realistiche, "che risaltano in proprio e anche insieme in questa fiaba stupefacente."
Secondo Magdalena Lachowicz, critica cinematografica di The Heights, la relazione di Anna con Elsa è la parte più importante del film, e Stephen Holden del The New York Times apprezzò che, distaccandosi dalla tradizionale formula Disney, fosse l'amore fraterno e non quello romantico a "sciogliere il cuore di ghiaccio di una spaventata Elsa". Anche altri critici lodarono il rapporto tra le due sorelle. Debbie Lynn Elias del Culver City Observer, in particolare, scrisse che "Elsa e Anna sono le due facce di una stessa medaglia, entrambe forti, anche se una attraverso il potere e la confidenza e l'altra attraverso la perseveranza e l'amore.
Non mancarono però le critiche negative. Michelle Im del Eye of the Tiger definì l'immediato innamoramento di Anna per un principe l'unico sviluppo personale del personaggio, e lo trovò "deludente" in confronto all'evoluzione emozionale di Elsa. Anna Smith del The Guardian non approvò che sia Elsa che Anna avessero figure snelle e occhi grandi come le tipiche Principesse Disney.

### Riconoscimenti
Sia Anna che Elsa furono nominate per il premio Miglior Personaggio Femminile Animato dalla Alliance of Women Film Journalists, riconoscimento che si aggiudicò Anna. Frozen vinse anche il premio Women Film Critics Circle nella stessa categoria.

## Altri media

### Ralph spacca Internet(2018)
Nel sequel del film di Ralph Spaccatutto Vanellope incontra diverse principesse Disney all'interno del sito Oh My Disney, tra cui Anna. Qui Anna e sua sorella hanno fatto amicizia con le altre principesse Disney.

### Kingdom Hearts III(2019)
Anna appare nel videogioco Kingdom Hearts III dove fa la conoscenza di Sora, Paperino e Pippo. Le vicende del gioco si svolgono durante gli eventi del film d'animazione Frozen - Il regno di ghiaccio.